# 부광초등학교
부광초등학교는 대한민국 경기도 부천시 원미구에 있는 공립 초등학교이다.

## 학교 연혁
- 1993.05.04 부광초등학교 설립인가
- 1994.03.01 초대 박운섭 교장 부임
- 1994.05.01 부광초등학교 개교(6학급)
- 1995.02.16 제1회 졸업식(65명)
- 2006.03.29 '햇살나눔사업' 학교 지정 운영
- 2009.12.20 도서관 확장 이전(2층)
- 2009.04.20 교과교육운영개선중심학교(경기도교육청지정)
- 2009.12.21 특수교육 우수학교(교육감 표창)
- 2009.12.21 방과후학교 교육활동 우수학교(교육감 표창)
- 2011.05.11 "아동이 안전한 학교 만들기" 시범학교 지정
- 2011.09.20 English Zone(영어체험실) 개관
- 2013.04.01 대안교실 운영(경기도교육감)
- 2014.03.28 우수선수발굴 육성학교(교육감표창)
- 2014.12.10 학생건강관리 및 체력증진(교육감표창)
- 2015.02.13 제21회 졸업식(71명)
- 2015.03.01 제7대 손경환 교장 부임

## 참고 자료
- 부광초등학교 - 한국교육학술정보원 학교알리미